# Too Much Sun
Too Much Sun ((título no Brasil) Os Loucos Casais da Califórnia) é um filme estadunidense de 1990, do gênero comédia, dirigido por Robert Downey, Sr.. 

## Sinopse
Um multimilionário faz de tudo para ter um neto. O problema é que seus dois filhos são homossexuais.

## Elenco
- Allan Arbus .... Vincent
- Robert Downey Jr. .... Reed Richmond
- Howard Duff .... O. M.
- Laura Ernst .... Susan
- Lara Harris .... Sister Ursula
- Jim Haynie .... Father Kelly
- James Hong .... Frank Sr.
- John Ide .... Capitão do Iate
- Eric Idle .... Sonny
- Marin Kanter .... Tiny Nun
- Jon Korkes .... Fuzby Robinson
- Ralph Macchio .... Frank Jr.
- Christopher Mankiewicz .... o carteiro
- Andrea Martin .... Bitsy
- Leo Rossi .... George
- Jennifer Rubin .... Gracia
- Cara Sherman .... Garçonete
- Heidi Swedberg .... Irmã Agnes

## Recepção
No site agregador de críticas Rotten Tomatoes, 14% das 7 resenhas dos críticos são positivas.